# Кровний зв'язок
«Кровний зв'язок» (англ. «Bloodline») — американський художній фільм-трилер 1979 року, знятий Теренсом Янгом на кіностудії «Paramount Pictures».

## Сюжет
Сем Рофф, президент багатонаціональної фармацевтичної корпорації, загинув під час сходження на гору. Це спочатку визнають як нещасний випадок, інспектор Макс Хорманг пізніше робить висновок, що Роффа було вбито. Дочка покійного Сема Елізабет бере на себе керування компанією, для чого приїжджає через усю Європу. Підозра падає на братів Роффа, які хочуть продати свою частку у компанії з величезним прибутком. Елізабет виганяє їх із членів ради та вирішує зберегти компанію в первісному вигляді. Інспектор Хорманг вважає, що її життю тепер також загрожує небезпека.

## У ролях
- Стефан Одран — головна роль
- Одрі Гепберн — Елізабет Рофф
- Марсель Боццуффі — людина в чорному
- Бен Газзара — Різ Вільямс
- Вулф Кесслер — молодий Сем
- Джеймс Мейсон — сер Алек Ніколс
- Клаудія Морі — Донателла
- Моріс Роне — Чарлз Мартін
- Беатріс Стрейт — Кейт
- Мішель Філліпс — Вівіан Ніколс
- Ромі Шнайдер — Елен Мартін
- Йозеф Фрьоліх — другорядна роль
- Клаус Гут — другорядна роль
- Герт Фрьобе — інспектор Макс
- Моріс Колбурн — другорядна роль
- Гай Рольф — другорядна роль
- Райнхард Глемніц — другорядна роль
- Дітлінде Турбан — другорядна роль
- Вальтер Когут — другорядна роль
- Дональд Сімінгтон — другорядна роль
- Шарль Мілло — другорядна роль
- Іван Десні — другорядна роль
- Вадим Гловна — другорядна роль
- Лотар Манн — другорядна роль
- Ганс фон Борсоді — другорядна роль
- Деррік Бранче — другорядна роль
- Дан ван Хузен — другорядна роль
- Фрідріх фон Ледебур — другорядна роль
- Урсула Бухфеллнер — другорядна роль
- Леслі Сендз — другорядна роль
- Франціска Стьоммер — другорядна роль
- Ів Барсак — другорядна роль
- Олінка Хардіман — другорядна роль
- Козімо Чіньєрі — другорядна роль
- Бернар Лажарриж — другорядна роль
- Елеоноре Мельцер — другорядна роль
- Ірен Папас — Симонетта
- Франко Марія Саламон — другорядна роль
- Майк Монті — другорядна роль
- Омар Шариф — Іво Полацці
- Габріеле Ферцетті — Маресціалло Кампанья
- Вольфганг Прайс — другорядна роль
- Пінкас Браун — другорядна роль
- Баррі Холленд — другорядна роль

## Знімальна група
- Режисер — Теренс Янг
- Сценарист — Лейрд Кеніг
- Оператор — Фредді Янг
- Композитор — Енніо Морріконе
- Художники — Тед Ховорт, Енріко Саббатіні
- Продюсери — Сідні Беккермен, Річард Маквортер, Девід В. Пікер